# Европейская народная партия (фракция Европейского парламента)
Фракция Европейской народной партии (Христианские демократы) — фракция Европейского парламента, состоящая из депутатов от партий-членов Европейской народной партии, других партий и независимых депутатов. В этом отношении существует различие между собственно Европейской народной партией (партия европейского уровня правоцентристских национальных политических партий со всей Европы) и фракцией в Европейском парламенте, которая не ограничивается депутатами, принадлежащими к партии. Это политическое объединение в основном состоит из политиков христианско-демократического, консервативного и либерально-консервативного толка.
Европейская народная партия была основана в 1976 году, однако фракция Европейской народной партии в Европейском парламенте существует в той или иной форме с июня 1953 года, со времен создания Общей ассамблеи Европейского объединения угля и стали, что делает её одной из старейших общеевропейских политических групп. Это крупнейшая фракция в Европейском парламенте с 1999 года. В Европейском совете 9 из 28 глав государств и правительств принадлежат к данному объединению, а в Европейской комиссии — 13 из 27 членов Комиссии являются представителями этой фракции.

## История
Общая ассамблея Европейского объединения угля и стали (предшественник нынешнего Европейского парламента) впервые собралась 10 сентября 1952 года, и на следующий день была неофициально сформирована первая Христианско-демократическая фракция, президентом которой был Маан Сассен. Она имела 38 из 78 мест, почти получив абсолютное большинство (40 мест). 16 июня 1953 года Общая ассамблея приняла резолюцию, разрешающую создание официальных политических фракций. 23 июня 1953 года была опубликована учредительная декларация, и фракция была официально сформирована.
Христианско-демократическая фракция на момент создания была крупнейшей фракцией, но со временем потеряла поддержку и к выборам 1979 года стала второй по величине. Европейское объединение угля и стали постепенно расширялось до Европейского союза. Доминирующие правоцентристские партии в новых государствах-членах не обязательно были христианско-демократическими, и Европейская народная партия (общеевропейская политическая партия, основанная в 1976 году, с которой все члены фракции сегодня связаны), боялась остаться в стороне. Чтобы что-то с этим сделать, партия решила охватить всех правоцентристов независимо от их традиций и провела политику интеграции либерально-консервативных партий.
Эта политика привела к вступлению во фракцию греческой Новой демократии и испанской Народной партии. Британская Консервативная партия и Датская Консервативная народная партия пытались сохранить свою собственную фракцию под названием «Европейские демократы», но отсутствие поддержки и малый размер группы привели к её развалу в 1990-х годах, и её члены присоединились к Христианским демократам. Они также стали полноправными членами Христианских демократов (за исключением британских консерваторов, не вступивших в объединение), и этот процесс консолидации европейского правоцентристского движения в 1990-х годах продолжился со вступлением итальянской партии «Вперёд, Италия». Однако, затем последовал некоторый раскол с евроскептическими депутатами Европарламента, которые собрались внутри фракции в группе, известной как «Европейские демократы».
Тем не менее, консолидация проходила в течение 1990-х годов, при этом фракция была переименована в «Европейскую народную партию — Европейских демократов» (EPP-ED), а после европейских выборов 1999 года EPP-ED восстановила свою позицию самой многочисленной фракции в Парламенте, потеснив Партию европейских социалистов.
Однако, многочисленности было недостаточно: у фракции не было большинства. Поэтому она продолжала участвовать в Большой коалиции (коалиции с фракцией социалистов или, иногда, с либералами), чтобы сформировать большинство, требуемое в соответствии с процедурой сотрудничества в рамках Единого европейского акта. Между тем, партии в группе «Европейские демократы» в 2006 году начали готовиться к отделению, и, наконец ушли после выборов 2009 года, когда чешская Гражданская демократическая партия и британская Консервативная партия сформировали свою правую фракцию Европейских консерваторов и реформистов 22 июня 2009 года. EPP-ED сразу же вернулась к своему первоначальному названию.

## Структура

### Организация
Фракция управляется Президиумом, распределяющим задачи. Президиум состоит из председателя группы и до десяти заместителей председателя, включая казначея. Повседневная работа фракции осуществляется её секретариатом в Европейском парламенте во главе с его генеральным секретарём. Группа располагает собственным аналитическим центром, European Ideas Network, объединяющим экспертов со всей Европы, для обсуждения проблем, с которыми сталкивается Европейский Союз с точки зрения правоцентристов.
Текущий состав Президиума фракции Европейской народной партии:
председатель — Манфред Вебер;
заместители председателя — Arnaud Danjean, Эстер де Ланге (Esther de Lange), Мария Габриэль (Mariya Gabriel), Эстебан Гонзалес Понс (Esteban González Pons), Сандра Калниете (Sandra Kalniete), Андрей Ковачев (Andrey Kovatchev), Пауло Рангель (Paulo Rangel), Зигфрид Муресан (Siegfried Mureşan), Дубравка Шуйка (Dubravka Šuica), Ян Олбрихт (Jan Olbrycht).